# Comune (ordinamento italiano)

Corona per il titolo di comune

Il comune, nell'ordinamento giuridico della Repubblica Italiana, è un ente locale territoriale autonomo previsto dall'art. 114 della Costituzione della Repubblica Italiana. Può essere suddiviso in frazioni, le quali possono a loro volta avere un limitato potere grazie a delle apposite assemblee elettive. Un comune può anche avere il titolo di città in Italia. La disciplina generale è contenuta nel decreto legislativo 18 agosto 2000, n. 267 e ha come organi politici il consiglio comunale, la giunta comunale e il sindaco.

## Descrizione

Mappa dei comuni (confini in grigio), e delle regioni italiane (confini in nero)

Ogni comune appartiene a una provincia, ma la provincia non fa da tramite nei rapporti con la regione e questa in quelli con lo Stato a livello gerarchico, poiché esso, essendo dotato di personalità giuridica, può avere rapporti diretti con la regione e con lo Stato. Tutti gli enti locali sopra citati disciplinano, con proprio regolamento, in conformità allo statuto, l'ordinamento generale degli uffici e dei servizi, in base a criteri di autonomia, funzionalità ed economicità di gestione e secondo i principi di professionalità e responsabilità.
I comuni devono avere un proprio statuto comunale e possono ripartire il proprio territorio in circoscrizioni al fine di assicurare alla popolazione una più diretta partecipazione all'amministrazione. Alla circoscrizione sono delegati poteri che vanno di là dalla mera funzione consultiva (per la quale possono essere previsti nello statuto del comune, appositi comitati o consulte di quartiere). La legge finanziaria per l'anno 2007 ha modificato i termini per la costituzione delle circoscrizioni, rendendole obbligatorie in comuni con una popolazione superiore a 250 000 abitanti (non più 100 000) e opzionali, invece, ove la popolazione è compresa tra 100 000 e 250 000 abitanti (prima l'intervallo era 30000-100000 abitanti).
Un comune può avere una, nessuna o più frazioni, essere un comune sparso, essere suddiviso in circoscrizioni o avere un'exclave o un'enclave a livello territoriale. I comuni possiedono inoltre una classificazione climatica e sismica del proprio territorio ai fini di prevenzione e protezione civile. Appartengono al comune e sono da esso gestite tutte le strutture cosiddette comunali, ovvero strutture pubbliche come scuole, strutture sportive e culturali, biblioteche, centri di raccolta rifiuti, teatri, ecc.

### Organizzazione amministrativa
L'organizzazione amministrativa di un comune è fissata dal decreto legislativo 18 agosto 2000, n. 267 (TUEL) assieme a quello degli altri enti locali.
A capo del comune vi è il sindaco, democraticamente eletto tramite elezioni comunali a suffragio universale tra tutti i cittadini del comune aventi diritto al voto (età maggiore di 18 anni), con poteri esecutivi assieme alla giunta comunale, organo collegiale composto da un numero variabile di assessori comunali da lui nominati in rappresentanza delle forze politiche che lo appoggiano (equivalente del consiglio dei ministri e del capo del governo a livello statale). Il sindaco risiede nel municipio durante il suo operato con un mandato che dura 5 anni a meno di dimissioni o decesso.
A supervisione di tutto vi è il consiglio comunale, organo collegiale equivalente del Parlamento a livello statale, composto da consiglieri comunali in rappresentanza di tutte le forze politiche del territorio con funzioni di approvazione del bilancio comunale, delle delibere e provvedimenti emessi dal sindaco/giunta (es. ordinanze). Oltre alla figura di assessore e consigliere, altra figura chiave a livello amministrativo è quella del segretario comunale. L'attività amministrativa si svolge tipicamente nel Palazzo del Municipio che funge anche da luogo con le relazioni dirette con i cittadini.
Spesso i comuni appartengono a unioni di comuni quali comunità collinari, comunità montane e comunità isolane, oppure rientrano in aree di città metropolitane. Storicamente a livello locale sono nati movimenti politici apartitici dette liste civiche. Al comune, o in forma associata, fanno capo gli organi di Polizia municipale  per il controllo del rispetto delle norme del codice della strada, l'ordine pubblico sul territorio e funzioni di polizia giudiziaria e le forze addette alla pulizia delle strade e dello smaltimento dei rifiuti. Un comune con i suoi organi di amministrazione può essere commissariato per cattiva amministrazione. La promozione del territorio è affidata invece a enti di promozione e associazioni culturali locali come le Pro Loco.

### Funzioni di amministrazione

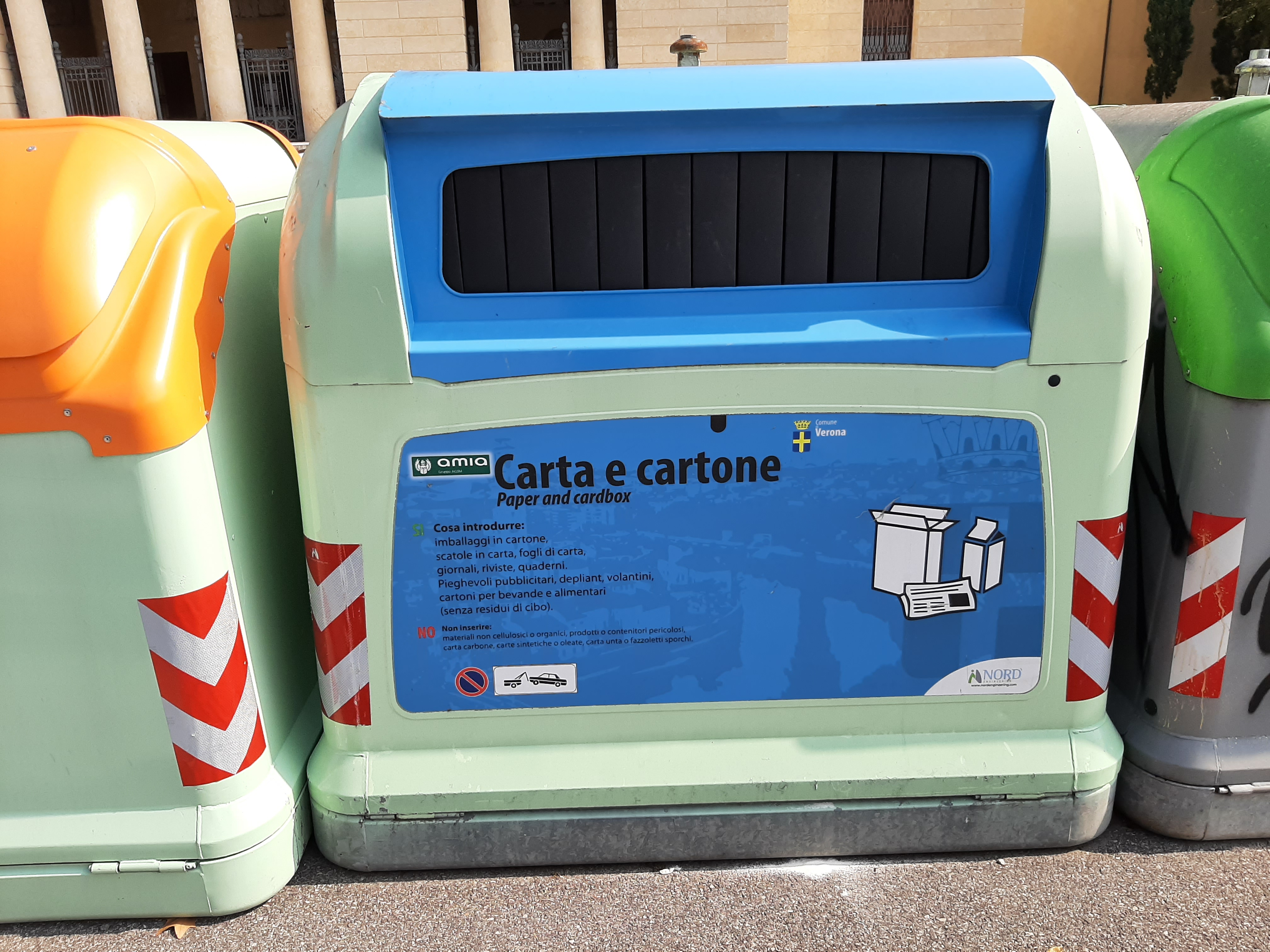
La gestione dei rifiuti è una delle funzioni di amministrazione di un Comune

In quanto dotato di autonomia amministrativa e finanziaria nei limiti fissati da Costituzione e TUEL, il comune è responsabile dell'amministrazione del territorio per quanto riguarda:
- definizione e rispetto del bilancio comunale annuale
- definizione e rispetto del piano regolatore generale comunale
- ordine pubblico e pubblica sicurezza
- gestione viabilità strade comunali
- gestione edifici pubblici
- smaltimento dei rifiuti
- gestione criticità legate a maltempo e calamità naturali

Qualora alcune di queste funzioni vengano meno per effetto ad esempio di calamità naturali, il sindaco può chiedere l'intervento della prefettura. Per tutte le sue funzioni amministrative ogni comune dispone di un budget finanziario annuale da parte dello Stato. Le modalità di ripartizione dei fondi del bilancio comunale sono oggetto di discussione e approvazione da parte del consiglio comunale dopo le richieste di avanzamento da parte della giunta comunale sotto forma di deliberazione.

### Comuni montani
In conformità all'art. 44 della costituzione inerente alla salvaguardia delle zone montane, la legge n. 991 del 1952 ha stabilito i criteri in base ai quali un comune è definito montano; nel 2018 i comuni italiani classificati montani erano 3 427, distribuiti in tutte le regioni (ma non in tutte le province). Sono considerati invece parzialmente montani quei comuni nei quali tali criteri sono rispettati in una parte soltanto del territorio comunale. In talune regioni è ammesso che gruppi di comuni montani (o, talvolta, parzialmente montani) fra loro vicini possano aggregarsi per dar vita a una comunità montana.

### Roma Capitale
Dal 3 ottobre 2010 la città di Roma è amministrata da un ente territoriale comunale sui generis, chiamato Roma Capitale. L'ente ha poteri maggiori rispetto a un comune ordinario e ha un proprio statuto che ne determina i principi e l'ordinamento.

### Decreto trasparenza
Il D. Lgs. n. 33 del 14/03/2013 in tema di "Riordino della disciplina riguardante gli obblighi di pubblicità, trasparenza e diffusione di informazioni da parte delle pubbliche amministrazioni" definisce la trasparenza come accessibilità totale dei dati e documenti detenuti dalle pubbliche amministrazioni, allo scopo di tutelare i diritti dei cittadini, promuovere la partecipazione degli interessati all'attività amministrativa e favorire forme diffuse di controllo sul perseguimento delle funzioni istituzionali e sull'utilizzo delle risorse pubbliche.
Le informazioni devono essere pubblicate in formato aperto e sono riutilizzabili, senza ulteriori obblighi diversi da quello di citarne la fonte e rispettarne l'integrità (art. 7). I dati sono pubblicati nel sito istituzionale, nella sezione "Amministrazione trasparente" (art. 9-bis), secondo le denominazioni e la struttura prestabilito dal decreto (all. A). Fra i documenti obbligatori:
- i documenti di programmazione strategico-gestionale e gli atti degli organismi indipendenti di valutazione, bilancio preventivo e consuntivo; il controllo delle fonti e dei servizi e dei dati relativi alle operazioni che riguardano la loro
- curriculum vitae, compensi e spese di servizio degli incarichi politici elettivi e non, dirigenziali e delle consulenze;
- enti di diritto privato in controllo pubblico, nonché alle partecipazioni in società di diritto privato;
- scelta del contraente per l'affidamento di lavori, forniture e servizi;
- accordi stipulati dall'amministrazione con soggetti privati o con altre amministrazioni pubbliche;
- documentazione relativa a ciascun procedimento di presentazione e approvazione delle proposte di trasformazione urbanistica d'iniziativa privata o pubblica in variante allo strumento urbanistico generale;
- concernenti gli interventi straordinari e di emergenza che comportano deroghe alla legislazione vigente.

Il codice sulla privacy prevedeva che i soggetti pubblici non dovessero acquisire il consenso degli interessati per la gestione interna e riservata dei dati (all. 3). Dal 25 maggio 2018 è in vigore il Regolamento generale sulla protezione dei dati, che, a differenza della precedente direttiva, si applica anche a imprese ed enti, organizzazioni in generale.
In materia di dati catastali, l'accesso telematico esterno risulta consentito esclusivamente ai tecnici abilitati previa apposita delega scritta del proprietario. La Corte di Cassazione (Cass. civ., 20 febbraio 1987, n. 1840) ha esteso tale facoltà soltanto ai notai nell'ambito dello svolgimento del loro incarico. La semplificazione ha dato luogo a una serie di accordi fra distretti notarili e amministrazioni comunali locali, finalizzati a un accesso alle varie banche dati dell'Anagrafe e al rilascio informatico dei certificati necessari per gli atti. Al 2014, risultavano "coperti" dal servizio 25 comuni italiani, mediante una propria applicazione web realizzata dai singoli comuni a risorse finanziarie invariate.
La normativa stabilisce che tutti i documenti contenenti atti soggetti a pubblicazione obbligatoria sono altresì soggetti a obbligo di comunicazione tempestiva nei siti istituzionali delle pubbliche amministrazioni, fermo restando l'onere di affissione all'albo pretorio telematico (la tradizionale affissione cartacea era ammessa soltanto fino al 2010).

### Il titolo di città

Corona per il titolo di città

Il titolo di città è concesso con apposito decreto del presidente della Repubblica, su proposta del Ministero dell'interno, a cui il comune interessato invia istanza di concessione.
I comuni dotati del titolo di città solitamente portano al di sopra dello stemma la corona d'oro loro spettante, salvo eccezioni (ovvero diverse disposizioni nel decreto di approvazione dello stemma o in presenza) e con la generale esclusione della provincia di Bolzano: «La corona di Città ( [...] ) è formata da un cerchio d'oro aperto da otto pusterle (cinque visibili) con due cordonate a muro sui margini, sostenente otto torri (cinque visibili) riunite da cortine di muro, il tutto d'oro e murato di nero». Gli stemmi sono assegnati con decreto del presidente del Consiglio dei ministri a cura dell'Ufficio del cerimoniale di Stato e per le onorificenze, Servizio onorificenze e araldica (ripartizione della Presidenza del Consiglio nata dalla trasformazione della Consulta araldica, soppressa ai sensi delle disposizioni finali della Costituzione italiana).

## Comuni delle regioni a statuto speciale

### Valle d'Aosta
Nella Valle d'Aosta è in vigore una corposa legislazione in materia comunale concernente sia gli aspetti organizzativi sia quelli elettorali, finanziari e burocratici. La norma principale è la legge regionale n. 54 del 7 dicembre 1998, e successive modificazioni, che regola il sistema delle autonomie della regione. In materia elettorale era invece già intervenuta la legge regionale n. 4 del 9 febbraio 1995, e successive modificazioni, liberamente ispirata alle riforme apportate a livello nazionale. Caratteristica specifica della legislazione valdostana è l'elezione diretta del vicesindaco, che diviene così un organo inamovibile dell'amministrazione comunale.
I toponimi della Valle d'Aosta presentano un'unica forma, in lingua francese, con l'eccezione di Aosta (it. Città di Aosta, fr. Ville d'Aoste), Breuil-Cervinia e dei toponimi dei comuni di Gressoney-Saint-Jean e Gressoney-La-Trinité (in dialetto titsch) e di Issime (in francese e dialetto issimese töitschu). Ai comuni valdostani spetta tuttavia una doppia denominazione, in lingua francese (commune) e in lingua italiana, che si affianca a quella in lingua tedesca per i comuni per i quali è prevista (i già citati Gressoney-Saint-Jean, Gressoney-La-Trinité e Issime). In questo caso, la traduzione di comune in tedesco è Gemeinde (per Gressoney-Saint-Jean e Gressoney-La-Trinité) e Gemeindeverwaltung (per Issime).

### Trentino-Alto Adige
Nel Trentino-Alto Adige i comuni sono normati dal Testo unico delle leggi regionali approvato con decreto del presidente della Regione n. 3/L del 1º febbraio 2005. A dispetto del nome, tale fonte legislativa non è un documento esauriente come accade nel corrispondente atto nazionale, ma contiene una serie di rimandi a varie leggi precedenti già in vigore.
Il correlato decreto n. 1/L regola l'elezione degli organi municipali stabilendo, caso unico in Italia, il sistema elettorale proporzionale per la composizione dei consigli comunali nella Provincia autonoma di Bolzano, in modo da non alterare i rapporti di forza fra le varie comunità linguistiche.
Più avanzato ed esaustivo il Codice degli Enti Locali regionale, sostitutivo dell'ex Regolamento regionale, e normato dalla L.R. n. 3/2018 e sue ulteriori modifiche.
A tutela dei gruppi linguistici insediati storici, ovvero tedesco, italiano, ladino, mocheno, cimbro è previsto che per la Provincia autonoma di Trento siano ufficialmente riconosciuti anche le traduzioni in lingua cimbra e mochena dei comuni Gamou/Gamoa e Kamou.
Ai comuni della provincia autonoma di Bolzano spetta doppia denominazione, in lingua tedesca e in lingua italiana, che si affianca a quella di lingua ladina per i comuni per i quali è prevista.
La traduzione di comune in ladino dolomitico è chemun o comun (ufficiale anche per i comuni ladini della provincia autonoma di Trento), mentre in tedesco è:
- Gemeinde, per i comuni a cui non sia stato conferito il titolo di città;
- Stadtgemeinde, per i comuni a cui sia stato conferito il titolo di città;
- Marktgemeinde, riservata ai comuni che già godevano del titolo di Markt (diritto di avere un mercato) nell'Impero austro-ungarico, prima dell'annessione dell'Alto Adige al Regno d'Italia avvenuta a seguito della prima guerra mondiale. Nel secondo dopoguerra l'attribuzione di questo titolo è stata avocata alla giunta regionale, che lo conferisce ai comuni con almeno 5 000 abitanti. La sua traduzione italiana sarebbe ufficialmente "borgata".

Sui 116 comuni altoatesini, 16 hanno il titolo di mercato e 8 quello di città.

### Friuli-Venezia Giulia
Nel Friuli-Venezia Giulia il legislatore regionale ha utilizzato solo parzialmente le facoltà concessegli dalla riforma costituzionale del 1993, lasciando espressamente in vigore le norme nazionali non incompatibili con le deliberazioni locali. Nella normativa si segnala la legge regionale n. 1 del 2006 sulle autonomie locali e, in materia elettorale, la legge regionale n. 14 del 9 marzo 1995 e successive modificazioni. Si noti come questa legge, come per parte statale il decreto legislativo n. 9 del 2 gennaio 1997 di attuazione della riforma costituzionale del 1993, fanno in più punti riferimento alla normativa nazionale vigente, che all'epoca era la legge n. 142 dell'8 giugno 1990 così come modificata nel 1993: ciò sottopone i comuni della regione a un incrocio di norme estremamente complesso e atipico, dato che oltre alla legislazione regionale e a quella nazionale non incompatibile, rimangono qui in vigore anche alcune norme nazionali del passato abrogate nel resto d'Italia.
Per quanto concerne il bilinguismo, nelle province di Gorizia, Udine e Trieste alcuni comuni hanno un doppio nome e una doppia denominazione, in italiano e sloveno. Il comune è chiamato in questi casi občina. Nelle province di Udine, Gorizia e Pordenone alcuni comuni al nome italiano affiancano il nome in friulano. La denominazione in questi casi è comun.
Nel 2014 In base alla legge regionale n. 26/2014 "Riordino del sistema Regione - Autonomie locali del Friuli-Venezia Giulia" tesa, fra l'altro, all'abolizione degli enti-provincia, più Comuni si raggruppano in una forma di ente pubblico che prende il nome di Unioni territoriali intercomunali (UTI).
Nel 2020 a seguito dell'abolizione delle Unioni Territoriali Intercomunali, sono stati istituiti gli enti di decentramento regionale (EDR), istituiti con legge regionale 29 novembre 2019, n. 21 ("Esercizio coordinato di funzioni e servizi tra gli enti locali del Friuli-Venezia Giulia e istituzione degli Enti di decentramento regionale"), e operativi dal 1º luglio 2020, sono enti funzionali della Regione autonoma del Friuli-Venezia Giulia.

### Sicilia
La Sicilia, essendo la regione che gode del maggior grado di autonomia, è l'unica ad aver avuto piena potestà sui suoi enti locali fin dall'approvazione della Costituzione nel 1948. L'applicazione della normativa nazionale sull'isola - salvo che per i profili relativi all'esercizio di funzioni statali decentrate e per quelle relative all'ordinamento contabile - è stata dunque sempre eventuale e soggetta a esplicito recepimento da parte del legislatore regionale. La vigilanza sugli enti locali siciliani è affidata all'Assessorato delle Autonomie Locali e della Funzione Pubblica.
La materia elettorale è regolata dal decreto del presidente regionale n. 3 del 20 agosto 1960, profondamente modificato dalla legge regionale del 26 agosto 1992, n. 7, pioniera in Italia dell'elezione diretta del sindaco, dalla legge regionale del 15 settembre 1997, n. 35, che avvicinò il meccanismo elettorale maggioritario a quello nazionale, e dai successivi interventi legislativi fino al 2008. Tra le caratteristiche normative tipiche dell'isola, si segnala l'abbassamento a 10 000 abitanti della soglia di differenziazione fra comuni minori e maggiori in materia elettorale, e l'introduzione per i primi di un meccanismo secco che assegna i tre quinti dei seggi ai vincitori e dei due quinti ai primi perdenti, con l'esclusione di ogni altra lista e indipendentemente dalla percentuale ottenuta.
Ancor più atipica è la possibile convivenza fra il commissario regionale, figura che sull'isola è prevista in luogo di quella di nomina prefettizia, e il consiglio comunale: il commissario riceve infatti qui di base solo le funzioni esecutive, e non quelle deliberative, le seconde essendogli attribuite solo in caso di scioglimento del consiglio per dimissioni dei consiglieri o voto di sfiducia al sindaco. Nel caso di dimissioni o qualsiasi decadenza di quest'ultimo invece, la consiliatura continua commissariata fino al termine del mandato naturale, elezioni anticipate venendo indette solo nel caso di una crisi consiliare.

### Sardegna
La Sardegna è l'unica regione ad autonomia speciale a non aver ancora esercitato in maniera organica i suoi poteri in tema di amministrazione comunale; nell'isola si applica quindi il Testo Unico nazionale, con l'eccezione delle deroghe particolari stabilite da alcune specifiche leggi regionali. Le modifiche in materia approvate e proposte a livello centrale hanno tuttavia stimolato anche in Sardegna l'attivismo del legislatore regionale, dapprima sospendendo l'applicazione in loco delle nuove norme nazionali, e quindi con la legge regionale n. 11 del 25 maggio 2012 che ha provveduto a un riordino delle autonomie locali sarde.

## Statistiche
Al 2024 l'Italia ha 7 896 comuni. Per effetto di aggregazioni spontanee, il loro numero è in calo rispetto al censimento generale del 2011, quando i comuni italiani erano 8 092 e contavano in media 7 345 residenti.
Nel 2011 il 70,5% dei comuni aveva meno di 5 000 abitanti e appena il 6,3% più di 20 000. Tra questi, i comuni con più di 50 000 abitanti erano complessivamente 141, e quelli con più di 100 000 abitanti 46.
Nel 1861, anno dell'unità d'Italia, i comuni erano 7 720. In corrispondenza del censimento del 1921 è stato registrato il maggior numero di comuni, ovverosia 9 195, mentre al censimento successivo del 1931, per effetto di numerosi decreti di accorpamento se ne registrarono 7 311, valore minimo raggiunto.

### Comuni per fasce demografiche
Dati ISTAT aggiornati al 1º gennaio 2024:
| Fascia demografica       | Comuni | Comuni | Popolazione | Popolazione |
| Fascia demografica       | numero | %      | residenti   | %           |
| ------------------------ | ------ | ------ | ----------- | ----------- |
| 500 000 ab. e oltre      | 6      | 0,08%  | 7 080 998   | 12,01%      |
| da 250 000 a 499 999 ab. | 6      | 0,08%  | 1 873 205   | 3,18%       |
| da 100 000 a 249 999 ab. | 32     | 0,41%  | 4 715 937   | 8,00%       |
| da 60 000 a 99 999 ab.   | 54     | 0,68%  | 4 191 854   | 7,11%       |
| da 20 000 a 59 999 ab.   | 414    | 5,24%  | 13 602 654  | 23,07%      |
| da 10 000 a 19 999 ab.   | 692    | 8,76%  | 9 544 455   | 16,18%      |
| da 5 000 a 9 999 ab.     | 1 173  | 14,86% | 8 290 536   | 14,06%      |
| da 3 000 a 4 999 ab.     | 1 062  | 13,45% | 4 129 700   | 7,00%       |
| da 2 000 a 2 999 ab.     | 915    | 11,59% | 2 248 225   | 3,81%       |
| da 1 000 a 1 999 ab.     | 1 524  | 19,30% | 2 212 968   | 3,75%       |
| da 500 a 999 ab.         | 1 108  | 14,03% | 814 585     | 1,38%       |
| meno di 500 ab.          | 910    | 11,52% | 266 113     | 0,45%       |
| Totale                   | 7 896  | 100%   | 58 971 230  | 100%        |

### Fasce demografiche di interesse per i piccoli comuni
| Fascia demografica     | Comuni | Comuni | %         | %      |
| Fascia demografica     | numero | %      | residenti | %      |
| ---------------------- | ------ | ------ | --------- | ------ |
| meno di 5 000 abitanti | 5 519  | 69,90% | 9 671 591 | 16,40% |
| meno di 4 000 ab.      | 5 070  | 64,21% | 7 663 401 | 13,00% |
| meno di 3 000 ab.      | 4 457  | 56,45% | 5 541 891 | 9,40%  |
| meno di 2 000 ab.      | 3 542  | 44,86% | 3 293 666 | 5,59%  |
| meno di 1 000 ab.      | 2 018  | 25,56% | 1 080 698 | 1,83%  |

### Fasce demografiche per area geografica
Comuni del Nord, Centro e Mezzogiorno d'Italia suddivisi per fasce demografiche.
Il Nord comprende le regioni del Nord-Ovest (Liguria, Lombardia, Piemonte, Valle d'Aosta) e quelle del Nord-Est (Emilia-Romagna, Friuli-Venezia Giulia, Trentino-Alto Adige, Veneto).
Il Centro comprende le regioni dell'Italia centrale o Centro Italia (Lazio, Marche, Toscana e Umbria).
Il Mezzogiorno comprende le regioni dell'Italia Meridionale o Sud Italia (Abruzzo, Basilicata, Calabria, Campania, Molise, Puglia) e quelle dell'Italia insulare (Sardegna, Sicilia). L'Abruzzo è classificato nell'Italia meridionale per ragioni storiche, in quanto faceva parte del Regno delle Due Sicilie prima dell'unità d'Italia del 1861.
| Fascia demografica       | Numero comuni | Numero comuni | Numero comuni | Popolazione residente | Popolazione residente | Popolazione residente |
| Fascia demografica       | Nord          | Centro        | Sud           | Nord                  | Centro                | Sud                   |
| ------------------------ | ------------- | ------------- | ------------- | --------------------- | --------------------- | --------------------- |
| da 500 000 ab. e oltre   | 3             | 1             | 2             | 2 785 120             | 2 751 747             | 1 544 131             |
| da 250 000 a 499 999 ab. | 3             | 1             | 2             | 895 686               | 362 613               | 614 906               |
| da 100 000 a 249 999 ab. | 17            | 5             | 10            | 2 494 594             | 746 900               | 1 474 443             |
| da 60 000 a 99 999 ab.   | 17            | 14            | 23            | 1 343 394             | 1 143 315             | 1 705 145             |
| da 20 000 a 59 999 ab.   | 162           | 82            | 170           | 5 041 916             | 2 817 022             | 5 743 716             |
| da 10 000 a 19 999 ab.   | 352           | 113           | 227           | 4 795 313             | 1 614 760             | 3 134 382             |
| da 5 000 a 9 999 ab.     | 675           | 155           | 343           | 4 744 149             | 1 130 463             | 2 415 924             |
| da 3 000 a 4 999 ab.     | 611           | 131           | 320           | 2 372 045             | 512 445               | 1 245 210             |
| da 2 000 a 2 999 ab.     | 500           | 108           | 307           | 1 228 732             | 263 175               | 756 318               |
| da 1 000 a 1 999 ab.     | 789           | 178           | 557           | 1 146 931             | 262 919               | 803 118               |
| da 500 a 999 ab.         | 626           | 114           | 368           | 455 567               | 85 668                | 273 350               |
| meno di 500 ab.          | 622           | 66            | 222           | 173 719               | 20 062                | 72 332                |
| Totale                   | 4 377         | 968           | 2 551         | 27 477 166            | 11 711 089            | 19 782 975            |

### Differenze linguistiche
Nei comuni italiani la lingua ufficiale è l'italiano seguita dai vari dialetti e lingue locali. Esistono tuttavia delle differenze linguistiche nei comuni di confine con le nazioni estere (Francia, Svizzera, Austria e Slovenia) dove esiste almeno una seconda lingua come il francese, il tedesco e lo sloveno (per esempio Piemonte, Valle d'Aosta, Trentino-Alto Adige, Friuli-Venezia Giulia).
Esistono inoltre delle minoranze linguistiche come la lingua ladina in Trentino-Alto Adige e in Veneto, le lingue mocheno e cimbro in Trentino-Alto Adige, lalingua friulana nel Friuli-Venezia Giulia, la lingua sarda in Sardegna, la lingua walser in Piemonte e Valle d'Aosta, la lingua croata in Molise, la lingua greca in Puglia e in Calabria, l'arbëreshë in Abruzzo, Molise, Campania, Puglia, Basilicata, Calabria e Sicilia, il francoprovenzale in Puglia.

### Primati
- Il comune con il nome più lungo è San Valentino in Abruzzo Citeriore (PE) con 34 caratteri (fino al 3 febbraio 2014 il primato era del comune di Pino sulla Sponda del Lago Maggiore (VA), poi confluito in Maccagno con Pino e Veddasca, con 35 caratteri),[26] mentre i comuni di Ne (GE), Re (VB) e Vo' (PD) hanno il nome più corto con sole due lettere (e fino al 1º febbraio 2019 vi era anche il comune di Lu, prima che si fondesse con il comune di Cuccaro Monferrato a formare il nuovo comune di Lu e Cuccaro Monferrato).[27]
- Il primo comune in ordine alfabetico è Abano Terme (PD) e l'ultimo è Zungri (VV)[28]
- Il comune più a nord d'Italia è Predoi (BZ), quello più a sud Lampedusa e Linosa (AG), il più occidentale Bardonecchia (TO) e il più orientale Otranto (LE)
- Il comune più popolato d'Italia è Roma (RM), il meno popolato Morterone (LC)
- Il comune più vasto d'Italia è Roma (RM), il meno vasto Atrani (SA)
- Il comune con la più alta densità di popolazione è Casavatore (NA), quello con la più bassa è Briga Alta (CN)